# 台湾蜥虎
台湾蜥虎（学名：Hemidactylus stejnegeri）又名台灣蜥虎、紅葉守宮、史氏蝎虎、史丹吉氏蜥虎，为壁虎科蜥虎属的爬行动物。分布于台灣及東南亞(越南、菲律賓)，其标本采集自台湾花莲郊外温泉的一座旧木屋的墙上及天花板上。该物种的模式产地在台湾花莲。

## 描述
史丹吉氏蝎虎體長不超過13公分，體背為淡褐色，佈滿不規則的深色跟淺色雜斑。四肢第一指有爪，指下指瓣為雙列。尾部側邊鱗片特化，略呈鋸齒狀。

## 習性
夜行性，以昆蟲及小型節肢動物為食。每次可產下不相黏的兩顆卵。此種證實為可孤雌生殖，野外雄性極少。

## 分佈
台灣多分佈在海拔1000公尺以下地區，目前僅在南投集集、竹山、合社、嘉義、花蓮紅葉、高雄扇平、美濃黃蝶翠谷有發現紀錄，為不常見物種。此外，菲律賓及越南南部亦有分布。

## 保护
本种于2023年被收录入《有重要生态、科学、社会价值的陆生野生动物名录》。